# Hemphill County
Das Hemphill County ist ein County im Bundesstaat Texas der Vereinigten Staaten. Das U.S. Census Bureau hat bei der Volkszählung 2020 eine Einwohnerzahl von 3.382 ermittelt. Der Sitz der County-Verwaltung (County Seat) befindet sich in Canadian. Das County gehört zu den Dry Countys, was bedeutet, dass der Verkauf von Alkohol eingeschränkt oder verboten ist.

## Geographie
Das County liegt im Norden von Texas, im Texas Panhandle, an der Grenze zu Oklahoma und hat eine Fläche von 2362 Quadratkilometern, wovon 6 Quadratkilometer Wasserfläche sind. Es grenzt im Uhrzeigersinn in Oklahoma an folgende Countys: Ellis County und Roger Mills County, in Texas an: Wheeler County, Roberts County und Lipscomb County.

## Geschichte
Hemphill County wurde am 21. August 1876 aus Teilen des Bexar County und Young County gebildet. Die Verwaltungsorganisation fand im Juli 1887 ihren Abschluss. Benannt wurde es nach John Hemphill (1803–1862), einem Offizier im zweiten Seminolenkrieg, Richter am Supreme Court of Texas, dem obersten Gerichtshof des Bundesstaats und Senator. 1861 war Hemphill Abgeordneter im provisorischen Konföderiertenkongress.

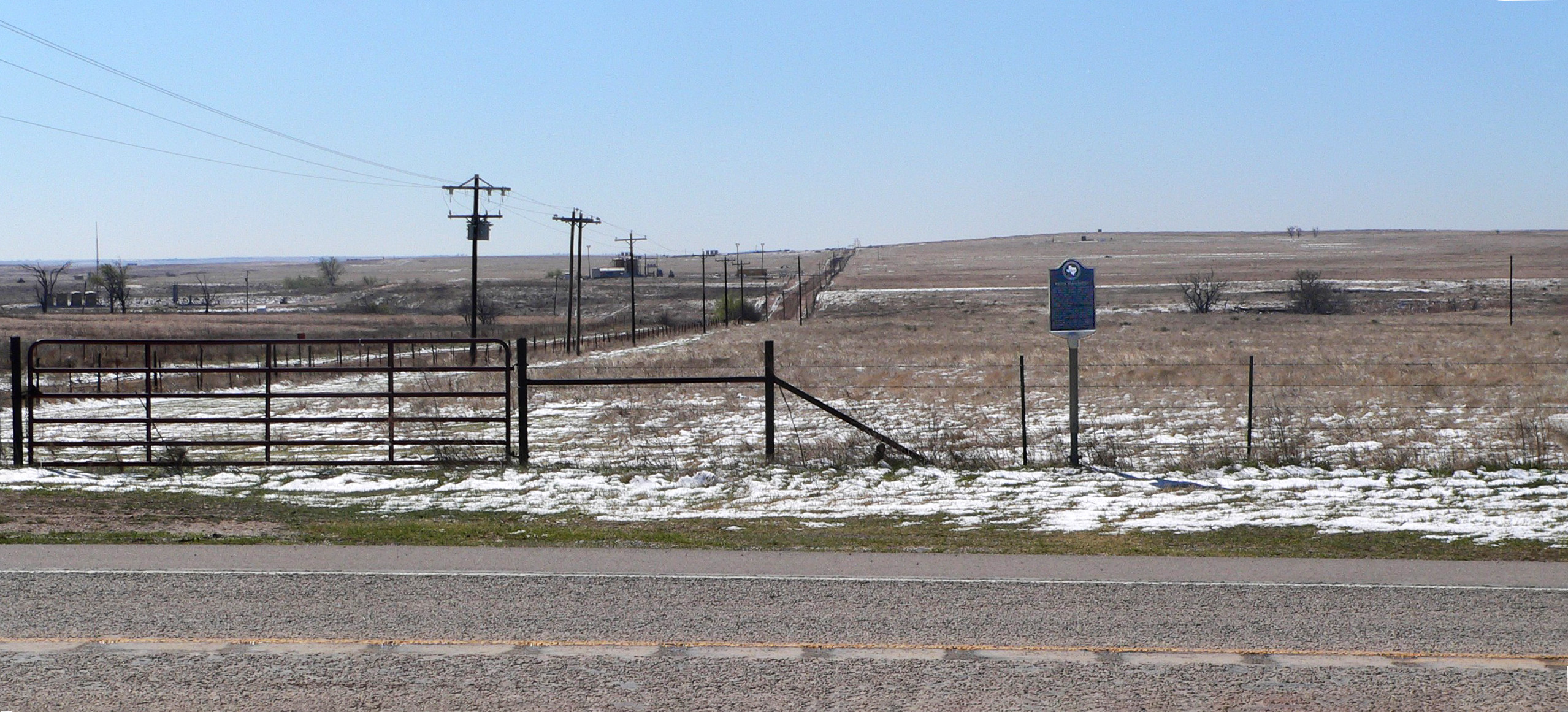
Battle of Lyman's Wagon Train mit Hinweisschild (2016)

Ein Ort im County ist im National Register of Historic Places („Nationales Verzeichnis historischer Orte“; NRHP) eingetragen (Stand 24. November 2021), der Battle of Lyman's Wagon Train, der Schauplatz im Red River War war.

## Demografische Daten

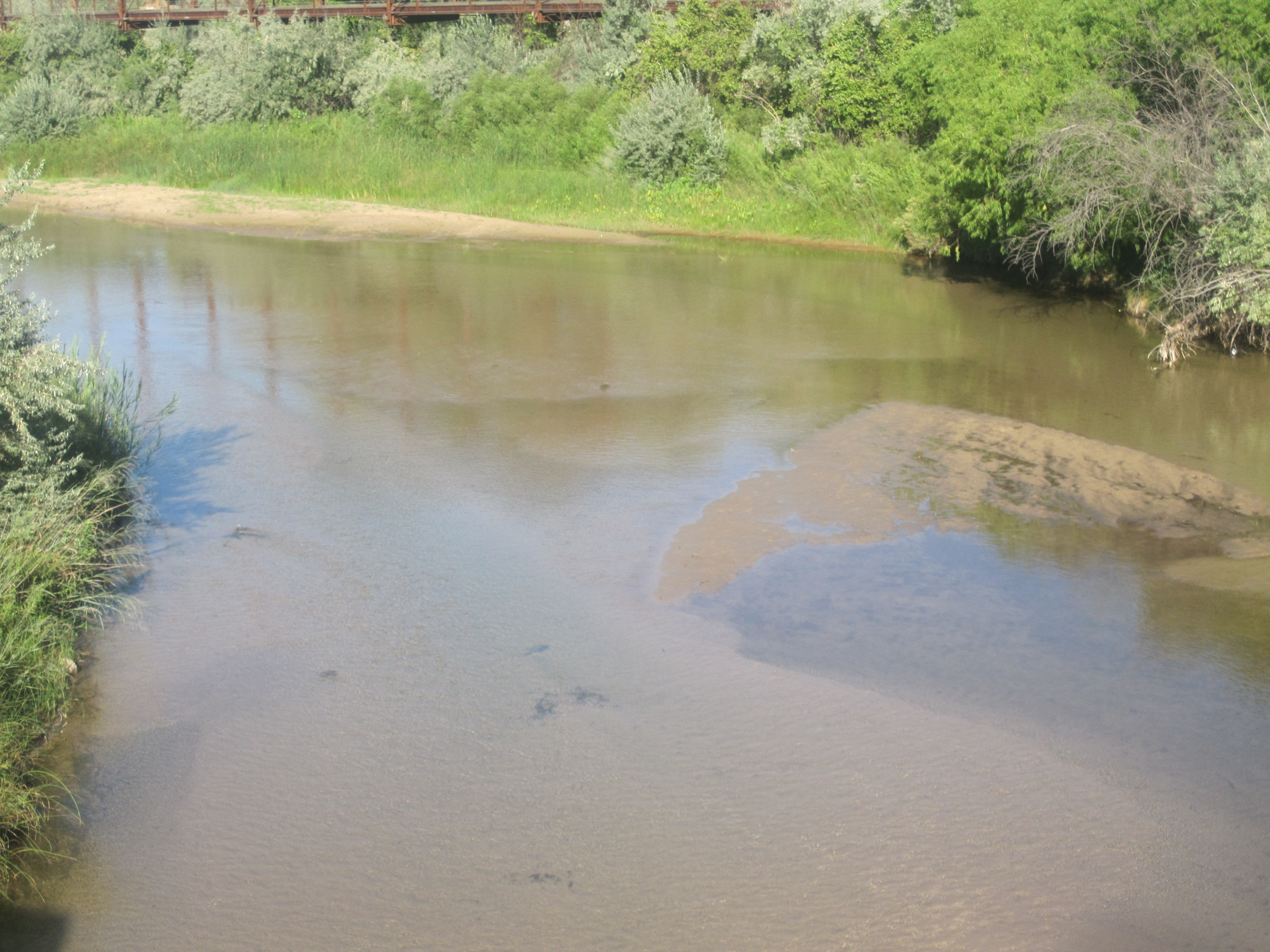
Der Canadian River

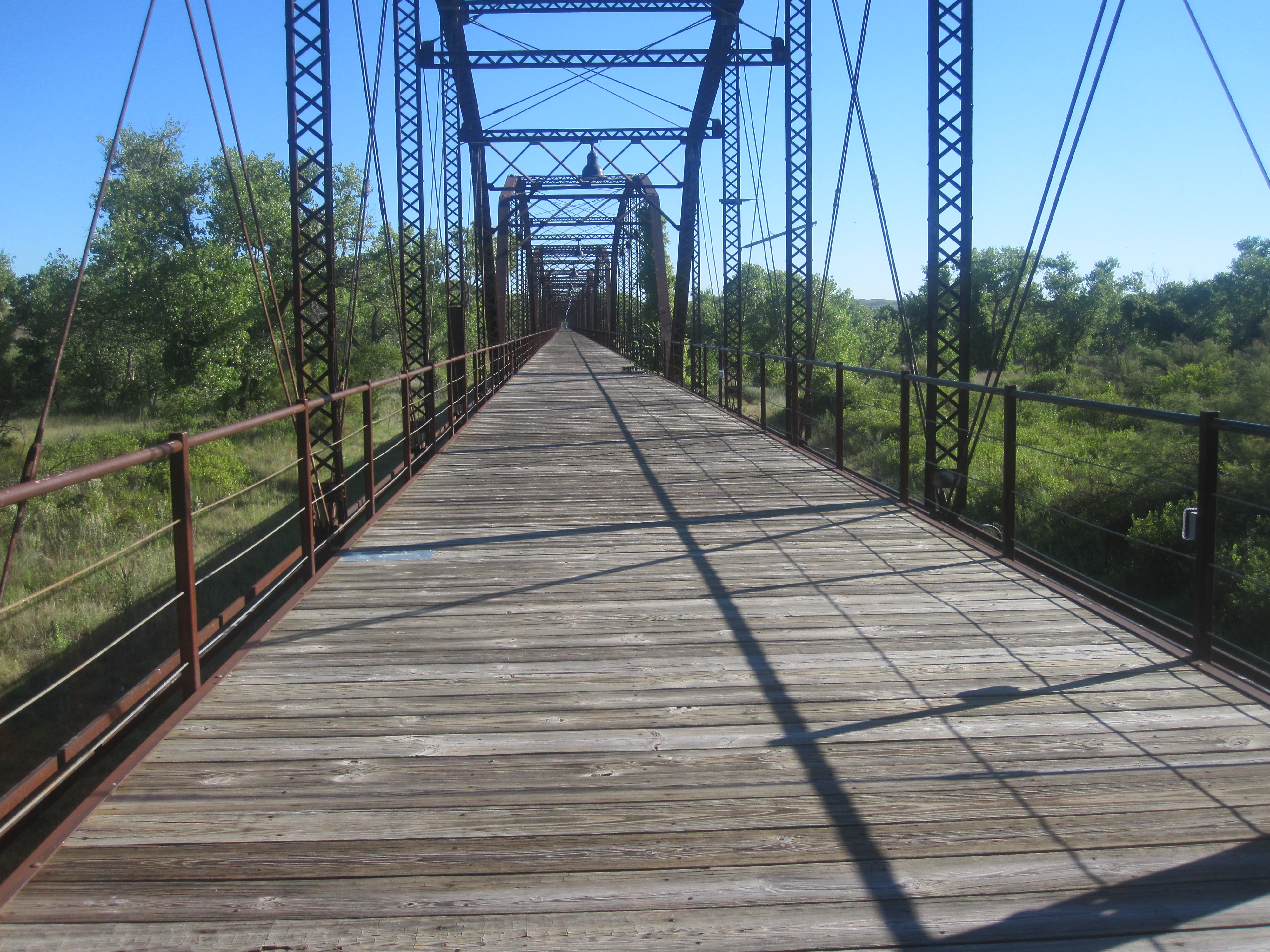
Brücke mit Holzbelag über den Canadian River

Nach der Volkszählung im Jahr 2000 lebten im Hemphill County 3.351 Menschen in 1.280 Haushalten und 948 Familien. Die Bevölkerungsdichte betrug 1 Einwohner pro Quadratkilometer. Ethnisch betrachtet setzte sich die Bevölkerung zusammen aus 87,65 Prozent Weißen, 1,55 Prozent Afroamerikanern, 0,72 Prozent amerikanischen Ureinwohnern, 0,27 Prozent Asiaten, 0,03 Prozent Bewohnern aus dem pazifischen Inselraum und 8,48 Prozent aus anderen ethnischen Gruppen; 1,31 Prozent stammten von zwei oder mehr Ethnien ab. 15,58 Prozent der Einwohner waren spanischer oder lateinamerikanischer Abstammung.
Von den 1.280 Haushalten hatten 32,7 Prozent Kinder oder Jugendliche, die mit ihnen zusammen lebten. 65,2 Prozent waren verheiratete, zusammenlebende Paare 5,9 Prozent waren allein erziehende Mütter und 25,9 Prozent waren keine Familien. 24,4 Prozent waren Singlehaushalte und in 12,0 Prozent lebten Menschen im Alter von 65 Jahren oder darüber. Die durchschnittliche Haushaltsgröße betrug 2,50 und die durchschnittliche Familiengröße betrug 2,98 Personen.
28,0 Prozent der Bevölkerung war unter 18 Jahre alt, 6,5 Prozent zwischen 18 und 24, 25,3 Prozent zwischen 25 und 44, 25,4 Prozent zwischen 45 und 64 und 14,7 Prozent waren 65 Jahre alt oder älter. Das Durchschnittsalter betrug 39 Jahre. Auf 100 weibliche Personen kamen 101,3 männliche Personen und auf 100 Frauen im Alter von 18 Jahren oder darüber kamen 92,2 Männer.
Das jährliche Durchschnittseinkommen eines Haushalts betrug 35.456 USD, das Durchschnittseinkommen einer Familie betrug 42.036 USD. Männer hatten ein Durchschnittseinkommen von 31.154 USD, Frauen 19.423 USD. Das Prokopfeinkommen betrug 16.929 USD. 10,9 Prozent der Familien und 12,6 Prozent der Einwohner lebten unterhalb der Armutsgrenze.

## Orte im County
- Canadian
- Glazier